# Medeia (Ovídio)
Medeia (Medea) foi uma tragédia escrita pelo poeta elegíaco romano Ovídio (Publius Ovidius Naso), provavelmente baseada na tragédia homônima de Eurípides. Dela só sobreviveram dois versos:
[...] servare potui: perdere an possim rogas (conservado em Quintilianus (Inst. 8.5.6)
[...] feror huc illuc, vae, plena deo (conservado em Seneca Rhetor (Suas. 3.7)